# 武安姓
武安姓為漢字複姓，源自羋姓，戰國時期秦國名將白起，受封為「武安君」，其後有人以武安為氏，奉武安君為始祖。後人簡化為武姓，現在武安姓已鮮少在使用。

## 人物

### 文學人物
- 武安國：於元末明初成書，羅貫中《三國演義》中孔融部下將領，正史中沒有記載此人。

## 延伸阅读
[在维基数据编辑]
 《欽定古今圖書集成·明倫彙編·氏族典·武安姓部》，出自陈梦雷《古今圖書集成》